# پنگوئن ماکسول
پنگوئن ماکسول یا کاییکا (نام علمی: Kaiika maxwelli) نام یک گونه از فراراسته نوپرندگان است.